# Scottish Open 1921
Die Scottish Open 1921 waren die neunte Austragung dieser internationalen Meisterschaften von Schottland im Badminton. Sie fanden Anfang des Jahres in Glasgow statt. Gemeinsam mit den offenen Titelkämpfen fanden auch die geschlossenen nationalen Titelkämpfe von Schottland statt.

## Finalresultate
| Disziplin    | Sieger                                    | Finalist                           | Ergebnis          |
| ------------ | ----------------------------------------- | ---------------------------------- | ----------------- |
| Herreneinzel | George Alan Thomas                        | William Mather Swinden             | 15–10, 15–7       |
| Dameneinzel  | Lavinia Clara Radeglia                    | Eveline Peterson                   | 11–9, 11–7        |
| Herrendoppel | R. A. J. Goff Frank Devlin                | R. H. Hastings M. Rothwell Jackson | 18–16, 15–4       |
| Damendoppel  | Eveline Peterson D. M. Aitken             | Beatty L. M. Stewart               | 15–11, 15–11      |
| Mixed        | George Alan Thomas Lavinia Clara Radeglia | Frank Devlin E. F. Stewart         | 8–15, 17–15, 15–5 |

## Sieger der Closed Scottish Championships
| Disziplin    | Sieger                           |
| ------------ | -------------------------------- |
| Herrendoppel | W. T. Henderson J. W. Millar     |
| Mixed        | James Crombie E. C. F. MacDonald |

## Referenzen
- Annual Handbook of the International Badminton Federation, London, 28. Auflage 1970, S. 268–274.
- Scottish Badminton. In: Daily Express. 24. Januar 1921, S. 9, abgerufen am 9. August 2025 (englisch).